# Mohammed al-Mahdi al-Sanoussi
Pour les articles homonymes, voir Ben Ali (homonymie).
Sidi Mohammed al-Mahdi al-Sanoussi (en arabe :محمد المهدي بن محمد السنوسي), est un ouléma et héritier chef suprême berbère zénète de la dynastie Famille Al-Sanoussi d'origine algérienne né en 1839 à El-Beïda en Libye et décédé en 1902 à Al-Jaghboub dans le gouvernorat de Cyrénaïque en Libye.

## Biographie
Né en 1839 dans la ville d'El-Beïda (dans la région de Cyrénaïque) en Libye, il est le fils de Sidi Mohammed ben Ali al-Senoussi, d'origine algérienne de la province de Mostaganem, et de lignée chérifienne(par Fatima et Hassan).
Sidi Mohammed al-Mahdi ibn Mohammed al-Sanoussi succède à son père après le décès de ce dernier en 1859 en tant que chef suprême de la sanousiyya.

### Articles annexes
- Wahhabisme
- Salafisme
- Djihadisme
- Empire colonial italien